# Конвенция о сокращении безгражданства
Конвенция о сокращении безгражданства — это многосторонний договор Организации Объединенных Наций 1961 года, согласно которому суверенные государства соглашаются сократить масштабы безгражданства. Изначально Конвенция задумывалась как Протокол к Конвенции о статусе беженцев, в то время, как Конвенция 1954 года о статусе лиц без гражданства была принята для охвата апатридов, которые не являются беженцами и, следовательно, не подпадают под действие Конвенции о статусе беженцев.

## Предыстория действий ООН по решению проблемы безгражданства

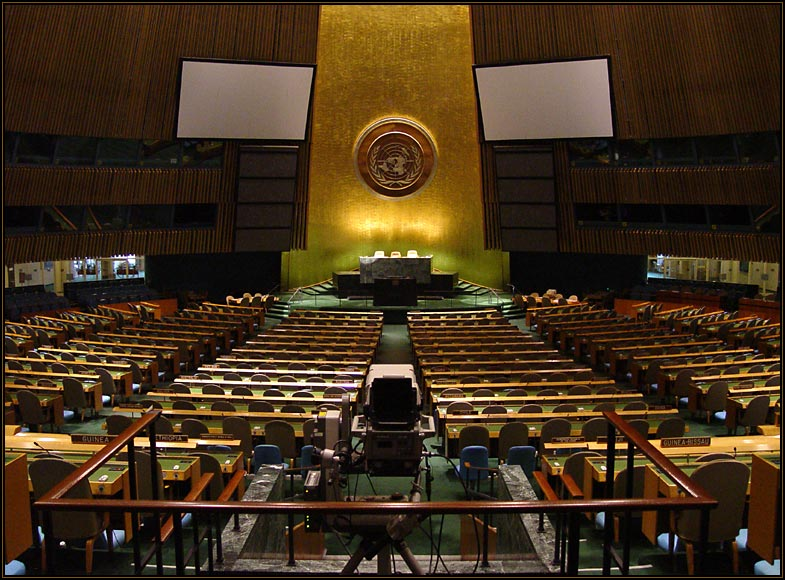
Зал Генеральной Ассамблеи Организации Объединенных Наций, где в 1949 году была принята Резолюция, которая вдохновила на принятие в 1954 году Конвенции о статусе лиц без гражданства и завершение работы над Конвенцией о сокращении безгражданства в 1961.

Миграция, вызванная политической нестабильностью во время Второй мировой войны и сразу после нее, подчеркнула международные масштабы проблем, связанных с беспрецедентным количеством перемещенных лиц, в том числе тех, кто фактически оказался без гражданства.
В статье 15 Всеобщей декларации прав человека (1948 г.) закрепляется, что:
- Каждый имеет право на гражданство.
- Никто не может быть произвольно лишен своего гражданства или права изменить свое гражданство.

На четвертой сессии Генеральной Ассамблеи Организации Объединенных Наций в октябре – декабре 1949 года Комиссия международного права включила тему «Национальность, включая безгражданство» в свой список тем по международному праву, предварительно отобранных для кодификации. Вскоре после этого, на 11-й сессии Экономического и Социального Совета Организации Объединенных Наций (ЭКОСОС) этому вопросу был отдан приоритет.
Конвенция о статусе беженцев была подписана 28 июля 1951 года. Первоначально планировалось охватить «беженцев и лиц без гражданства»; однако в отношении последнего согласия достигнуто не было.
Комиссия международного права на своей пятой сессии в 1953 г. разработала проект конвенции о ликвидации будущего безгражданства и проект конвенции о сокращении будущего безгражданства. ЭКОСОС одобрил оба проекта.
Конвенция 1954 г. о статусе апатридов была подписана в сентябре 1954 г. (Конвенция о статусе).
4 декабря 1954 года Генеральная Ассамблея ООН Резолюцией  приняла оба проекта как основу своего желания созвать конференцию полномочных представителей и, в конечном итоге, принять Конвенцию.

## Как работает конвенция по сокращению безгражданства
В отношении договаривающихся государств:
- «Рождение без гражданства» на их территории влечет за собой предоставление гражданства (статья 1).
- В противном случае лица без гражданства могут принять гражданство места своего рождения или места, где они были найдены (в случае подкидыша), или они могут принять гражданство одного из своих родителей (статья 2).
- Передача территории между государствами должна происходить таким образом, чтобы не допустить возникновения безгражданства для лиц, проживающих на переданной территории. Когда государство приобретает территорию, жители этой территории предположительно приобретают гражданство этого государства (статья 10).
- Государство должно предоставлять свое гражданство любому рожденному не на территории Договаривающегося Государства лицу, которое иначе было бы апатридом, если во время рождения этого лица кто-либо из его родителей имел гражданство этого Государства. Если его родители имели не одно и то же гражданство во время его рождения, вопрос о том, должно ли соответствующее лицо получить гражданство своего отца или гражданство своей матери, разрешается национальным законом этого Договаривающегося Государства. (статья 4)
- При отсутствии нелояльности или причинения серьезного вреда жизненным интересам договаривающегося государства, лишение гражданства и отказ от него вступают в силу только в том случае, если лицо имеет или впоследствии получает взамен другое гражданство (статья 8).
- Управление Верховного комиссара ООН по делам беженцев (УВКБ ООН) будет выдавать проездные документы, подтверждающие гражданство, лицам, не имеющим гражданства, которые претендуют на гражданство в соответствии с Конвенцией.
- Рождение на морском судне или самолете может повлечь за собой гражданство флага этого судна или плавсредства (статья 3).
- Опекуны могут требовать соблюдения положений Конвенции от имени детей (статья 1 (1)).
- Государства могут устанавливать срок проживания для предоставления гражданства лицам, которые в противном случае могут быть апатридами. Этот период составляет максимум пять лет непосредственно перед подачей заявки и максимум десять лет в целом (статья 1 (2)).

## Основные положения конвенции

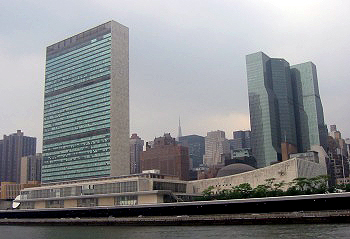
Штаб-квартира ООН, Нью-Йорк. Место завершения Конвенции о сокращении безгражданства в 1961 году.

Ниже приводится краткое изложение 21 статьи:
Статья 1 (1)
Договаривающиеся государства предоставляют свое гражданство лицам, не имеющим гражданства, родившимся на их территории (с учетом статьи 1 (2)).
Статья 1 (2)
Заявитель может претендовать на получение гражданства по рождению.
Для предоставления гражданства по рождению Договаривающееся Государство может потребовать доказательства постоянного проживания на своей территории в течение периода, не превышающего 5 лет непосредственно перед подачей заявления, или 10 лет в целом.
Предоставление гражданства по рождению может зависеть от того, что заявитель не был признан виновным в совершении преступления против национальной безопасности и не был приговорен к лишению свободы на срок от пяти лет и более. Предоставление гражданства по рождению может зависеть от того, что заявитель всегда был лицом без гражданства.
Статья 1 (3)
Ребенок, рожденный в браке в Договаривающемся Государстве, мать которого является гражданкой этого Государства и который в противном случае не имел бы гражданства, принимает гражданство этого Государства.
Статья 1 (4)
Договаривающееся Государство предоставляет свое гражданство лицу, в противном случае не имеющему гражданства, которому по закону запрещено принимать гражданство по рождению, если гражданство этого Государства было у любого из родителей на момент рождения.
Статья 1 (5)
Заявитель может претендовать на гражданство в соответствии со статьей 1 (4) как минимум до 23 лет.
Для предоставления гражданства в соответствии со статьей 1 (4) Договаривающееся государство может ввести требование о проживании не более трех лет непосредственно перед подачей заявления.
Для предоставления гражданства согласно статье 1 (4) может потребоваться, чтобы заявитель всегда был апатридом.
Статья 2
Для целей предоставления гражданства найденыш считается рожденным в государстве, где он был найден, и от родителей, являющихся гражданами этого государства. Эта презумпция может быть заменена доказательством обратного.
Статья 3
Для целей определения обязательств договаривающихся государств по настоящей конвенции рождение на морском или воздушном судне приравнивается к рождению на территории государства, под флагом которого находится это судно или самолет.
Статья 4
Договаривающееся Государство предоставляет свое гражданство лицу, не родившемуся на его территории, если любой из родителей имеет гражданство этого Государства, и в противном случае это лицо было бы апатридом.
Лицо может подать такое заявление о гражданстве как минимум до 23 лет. От них также может потребоваться срок проживания до трех лет непосредственно перед подачей заявления. В иске может быть отказано, если лицо было осуждено за преступление против национальной безопасности государства.
Статья 5
Если закон какого-либо Договаривающегося Государства предусматривает утрату гражданства вследствие каких-либо таких изменений в личном статусе соответствующего лица, как вступление в брак, прекращение брака, узаконение, признание или усыновление, такая утрата должна ставиться под условие обладания другим гражданством или приобретения другого гражданства.
Если согласно закону какого-либо Договаривающегося Государства ребенок, рожденный вне брака, утрачивает гражданство этого государства вследствие признания отцовства, ему должна предоставляться возможность восстановления этого гражданства посредством письменного ходатайства перед надлежащим органом власти, и условия, регулирующие такое ходатайство, не должны быть более строгими, чем установленные в пункте 2 статьи 1 настоящей Конвенции.
Статья 6.
Если закон какого-либо Договаривающегося Государства предусматривает утрату его гражданства супругом или детьми какого-либо лица вследствие утраты этим лицом или лишения этого лица этого гражданства, такая утрата должна ставиться под условие обладания ими другим гражданством или приобретения ими другого гражданства.
Статья 7.
Законы об отказе от гражданства зависят от приобретения лицом другого гражданства или владения им. (Исключения: не препятствовать свободе передвижения граждан внутри страны, не препятствовать возвращению граждан в свою страну, не препятствовать возможности человека искать убежище)
Статья 8.
Договаривающиеся государства не должны лишать людей их гражданства, чтобы сделать их лицами без гражданства. (Исключения: если иное предусмотрено Конвенцией; если гражданство было приобретено путем введения в заблуждение или мошенничества; нелояльность по отношению к Договаривающемуся государству).
Статья 9.
Никакое Договаривающееся Государство не может лишить никакое лицо или группу лиц их гражданства по расовым, этническим, религиозным или политическим основаниям.
Статья 10.
Договоры, предусматривающие передачу территории между государствами, должны содержать положения, исключающие возможность безгражданства. При отсутствии таких положений Договаривающееся государство, захватывающее территорию, передаст свое гражданство лицам, не имеющим гражданства, на этой территории.
Статья 11.
Лица могут обращаться в УВКБ ООН с просьбой воспользоваться преимуществами Конвенции.
Статья 12.
Конвенция применяется к лицам, родившимся до или после вступления ее в силу. (Исключение: применяется только к найденышам, найденным после вступления в силу)
Статья 13.
Настоящая Конвенция не должна толковаться в ущерб какому-либо такому постановлению, которое больше способствует сокращению безгражданства и содержится или будет содержаться в действующем законе какого-либо Договаривающегося Государства или в какой-либо другой конвенции, международном договоре или соглашении, которые имеют или будут иметь силу для двух или более Договаривающихся Государств.
Статья 14.
Споры Договаривающихся государств относительно Конвенции могут быть окончательно разрешены Международным Судом .
Статья 15.
несамоуправляющиеся, подопечные, колониальные и прочие внеметропольные территории, за международные отношения которых отвечает какое-либо из Договаривающихся Государств.
Статьи 16–21
Процесс подписания и ратификации .

## Договаривающиеся государства
По состоянию на сентябрь 2018 года 75 государств ратифицировали конвенцию или присоединились к ней. Для сравнения, 145 стран ратифицировали Конвенцию о статусе беженцев.

## Внешние ссылки
- Полный текст конвенции
- Подписи и ратификации
- Карта с изображением государств-участников
- Заявления и оговорки к Конвенции от 20 сентября 2006 г.
- Вступительная записка Гая С. Гудвина-Гилла и историческая справка о Конвенции о сокращении безгражданства в исторических архивах Библиотеки аудиовизуальных материалов Организации Объединенных Наций по международному праву